# جبال ناخون سي ثامارات
جبال ناخون سي ثامارات باللغة (بالتايلاندية:ทิวเขานครศรีธรรมราช) وباللغة (بالإنجليزية:Nakhon Si Thammarat mountain range) هي سلسلة جبال في جنوب تايلاند ويقع أعلى ارتفاع بها 1835 مترا ونهر خاو لوانغ أصغر نهر يتبع لسلسلة الجبال ونهر تابي هو أكبر نهر توجد العديد من المنتزهات الطبيعة في الجبال منها الحديقة الوطنية ين روم تاي والحديقة الوطنية خاو لوانغ .